# The Sailors of Kronstadt
The Sailors of Kronstadt (tiếng Nga: Мы из Кронштадта) là một bộ phim lịch sử khai thác sự kiện Cách mạng Tháng Mười của đạo diễn Yefim Dzigan và Georgy Beryozko, ra mắt lần đầu năm 1936.
Truyện phim dựa theo vở kịch cùng tên của nhà văn Vsevolod Vishnevsky.

## Nội dung
В фильме описываются события октября 1919 года. Белогвардейцы из формирований Юденича осаждают Петроград. На помощь пехотинцам, обороняющим город, в Кронштадте организуется экспедиционный отряд матросов. Группа моряков из этого отряда попадает в плен и гибнет. Спастись удается только одному матросу Артёму Балашову. В Кронштадте ему предлагают возглавить новый десант моряков.

## Diễn viên
- Grigorij Bouchouev: Le marin Artème Balachov
- Raïssa Yesipova: Mademoiselle
- E. Gounn: Le marin Anton Karabach
- Mikhaïl Gourinenko: Le mousse Micha
- Nicolas Ivakine: Un soldat de l'Armée Rouge
- Oleg Jakob: Le commandant du régiment de Petrograd: Yane Draudine
- Piotr Kirillov: Le marin Valentin Bezprozvani
- Fiodor Seleznev: Un soldat de l'Armée Blanche
- Piotr Sobolevski: Un lieutenant
- Vassili Zaitchikov: Le commissaire du corps expéditionnaire: Vassili Martinov

## Ê-kíp
- Họa sĩ: Vladimir Yegorov

## Vinh danh
- Giải thưởng Stalin về văn học - nghệ thuật